# Ofelia Uribe de Acosta
Ofelia Uribe de Acosta, née le 22 décembre 1900 à Oiba, et morte le 4 août 1988 à Bogota, est une suffragette colombienne.   
En 1930, Ofelia fait une présentation à la quatrième Conférence internationale des femmes pour défendre les droits des femmes mariées,,. À l'époque, les femmes ne sont pas autorisées à voter ou à conclure des contrats. Les femmes mariées sont sous la protection de leur conjoint et leurs biens vont à leurs maris . 
En 1944 et 1955, elle fonde, édite, dirige et distribue deux journaux politiques, le premier appelé Agitacion Femenina (Mouvement féministe) et le second appelé Verdad (Vérité). 
En 1963, elle publie le livre Una voz insurgente (Une voix insurgée).   